# Stephen Lang
Stephen Lang (* 11. července 1952, New York, New York) je americký filmový a divadelní herec, dramatik. Je znám z rolí ve filmech Červený drak (1986), Gettysburg (1993), Gods and Generals (2003), Veřejní nepřátelé (2009), Avatar (2009) a Smrt ve tmě (2016).

## Osobní život
Narodil se v New Yorku, jako nejmladší dítě Theresy a Eugena Langových. Eugene Lang (1919–2017), byl významným podnikatelem a filantropem. Langova matka byla katoličkou německo-irského původu, zatímco jeho otec byl židovského původu. Langovi prarodiče z otcovy strany byli židovští emigranti z Maďarska a Ruska. Jeho staršími sourozenci jsou Jane Lang, právnička a aktivistka, a David Lang, který pracoval ve společnosti REFAC, kterou jejich otec založil v roce 1952.